# 2783 Chernyshevskij
2783 Chernyshevskij (1974 RA2) là một tiểu hành tinh vành đai chính được phát hiện ngày 14 tháng 9 năm 1974 bởi Chernykh, N. ở Nauchnyj.